# (4333) Sinton
(4333) Sinton es un asteroide perteneciente al cinturón de asteroides, descubierto el 4 de septiembre de 1983 por Edward Bowell desde la Estación Anderson Mesa (condado de Coconino, cerca de Flagstaff, Arizona, Estados Unidos).

## Designación y nombre
Designado provisionalmente como 1983 RO2. Fue nombrado Sinton en honor al astrónomo estadounidense William M. Sinton, de la Universidad de Hawái.

## Características orbitales
Sinton está situado a una distancia media del Sol de 2,236 ua, pudiendo alejarse hasta 2,568 ua y acercarse hasta 1,903 ua. Su excentricidad es 0,148 y la inclinación orbital 4,160 grados. Emplea 1221 días en completar una órbita alrededor del Sol.

## Características físicas
La magnitud absoluta de Sinton es 13,5. Tiene 4,096 km de diámetro y su albedo se estima en 0,29.